# Myrmarachne schenkeli
Myrmarachne schenkeli este o specie de păianjeni din genul Myrmarachne, familia Salticidae, descrisă de Peng X., Li S. în anul 2002. Conform Catalogue of Life specia Myrmarachne schenkeli nu are subspecii cunoscute.